# Ligne Kaigan
La ligne Kaigan (海岸線, Kaigan-sen) est l'une des lignes du métro municipal de Kobe du Bureau des transports municipaux de Kobe. Identifiée par la lettre K et la couleur bleue, elle est Longue de 7,9 km et relie la station  Sannomiya-Hanadokeimae à celle de Shin-Nagata. Elle dessert les arrondissements de Chūō, Hyōgo et Nagata de Kobe au Japon.
Elle est mise en service dans sa totalité en 2001.

## Histoire
La ligne Kaigan est mise en service le 7 juillet 2001 par le Bureau des transports municipaux de Kobe. Reliant les stations Sannomiya-Hanadokeimae et Shin-Nagata, elle est longue de 7,9 km.

## Caractéristiques

### Ligne
- Longueur : 7,9 km
- Ecartement : 1 435 mm
- Alimentation : 1 500 V par caténaire
- Vitesse maximale : 70 km/h

### Stations
La ligne Kaigan comporte 10 stations, identifiées de K01 à K10.
| Numéro | Station                 | Nom japonais     | Distance (km) | Correspondances | Arrondissement |
| ------ | ----------------------- | ---------------- | ------------- | --- | -------------- |
| K01    | Sannomiya-Hanadokeimae  | 三宮・花時計前   | 0             | à Kobe-Sannomiya : Métro municipal de Kobe : Seishin-Yamate JR West : JR Kobe Hanshin : Hanshin Hankyu : Kobe, Kobe Kosoku Kobe New Transit : Port Liner | Chūō           |
| K02    | Kyukyoryuchi-Daimarumae | 旧居留地・大丸前 | 0,5           | à Motomachi : JR West : JR Kobe Hanshin : Kobe Kosoku | Chūō           |
| K03    | Minato Motomachi        | みなと元町       | 1,3           | | Chūō           |
| K04    | Harborland              | ハーバーランド   | 2,3           | JR West : JR Kobe (à Kobe) Hanshin et Hankyu : Kobe Kosoku (à Kōsoku Kōbe)                                                                               | Chūō           |
| K05    | Chūō-Ichibamae          | 中央市場前       | 3,7           | | Hyōgo          |
| K06    | Wadamisaki              | 和田岬           | 4,6           | JR West : Wadamisaki | Hyōgo          |
| K07    | Misaki-Kōen             | 御崎公園         | 5,7           | | Hyōgo          |
| K08    | Karumo                  | 苅藻             | 6,5           | | Nagata         |
| K09    | Komagabayashi           | 駒ヶ林           | 7,3           | | Nagata         |
| K10    | Shin-Nagata             | 新長田           | 7,9           | Métro municipal de Kobe : Seishin-Yamate JR West : JR Kobe                                                                                               | Nagata         |

Quais de stations
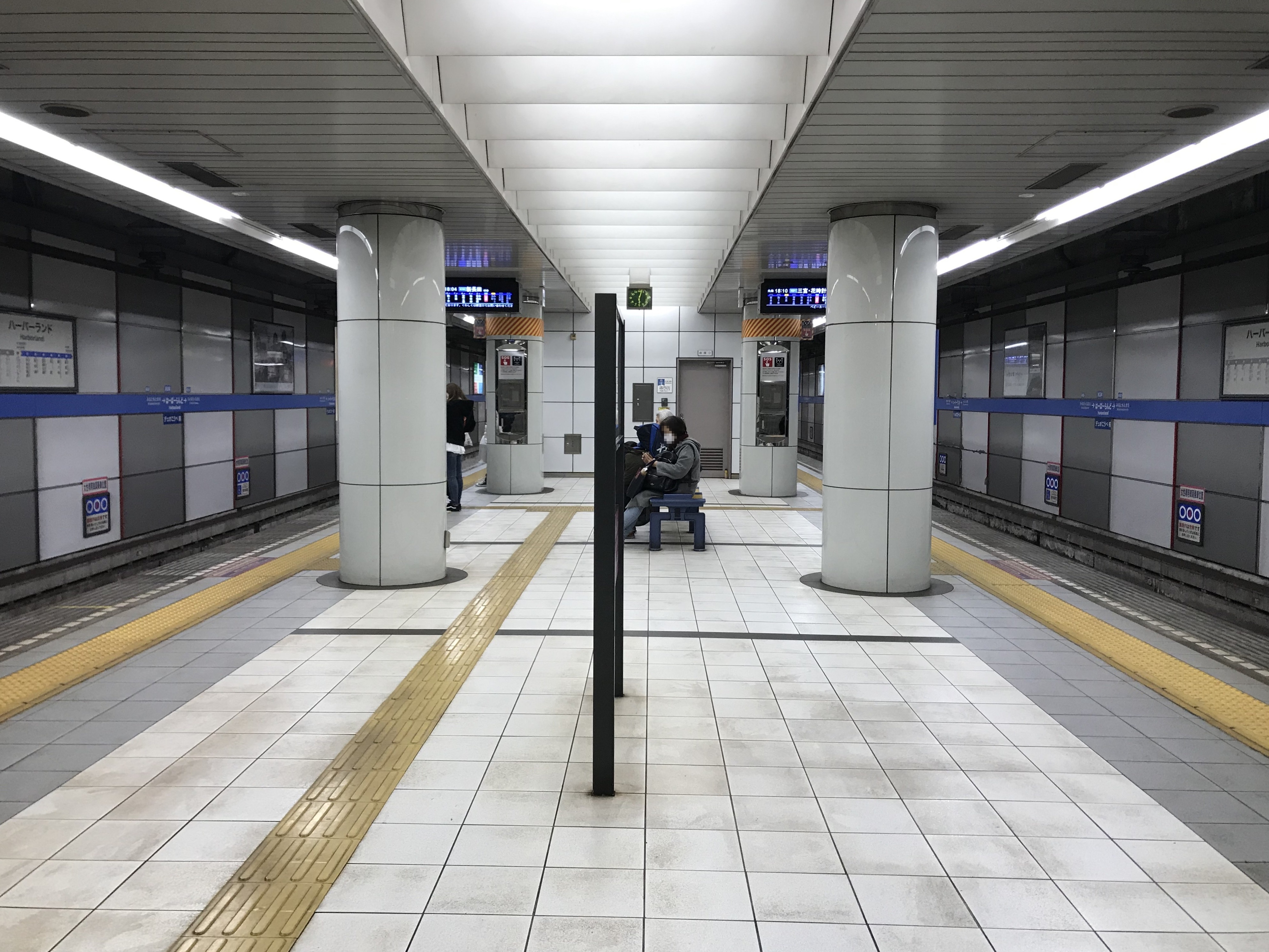
Harborland.
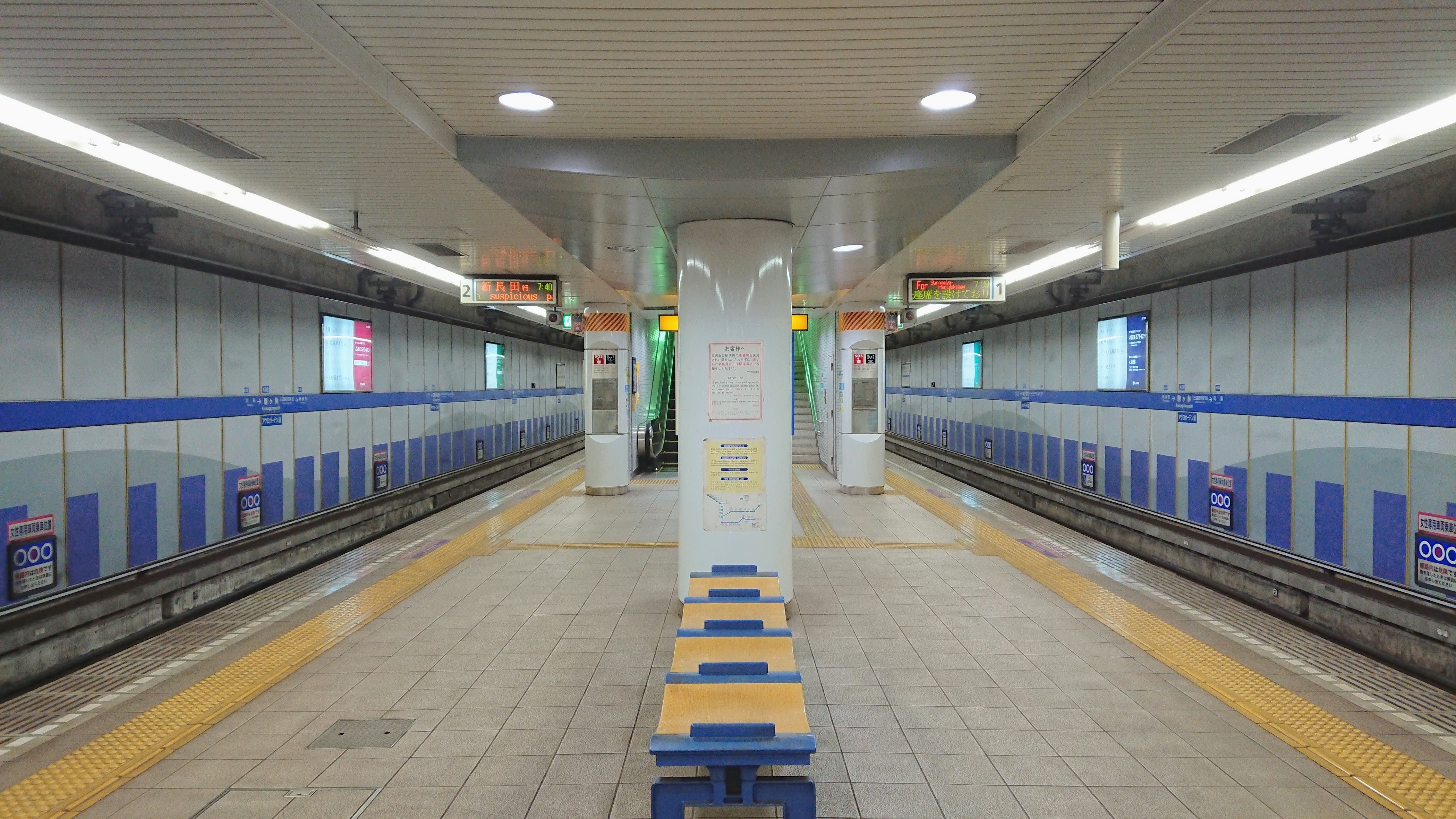
Komagabayashi.
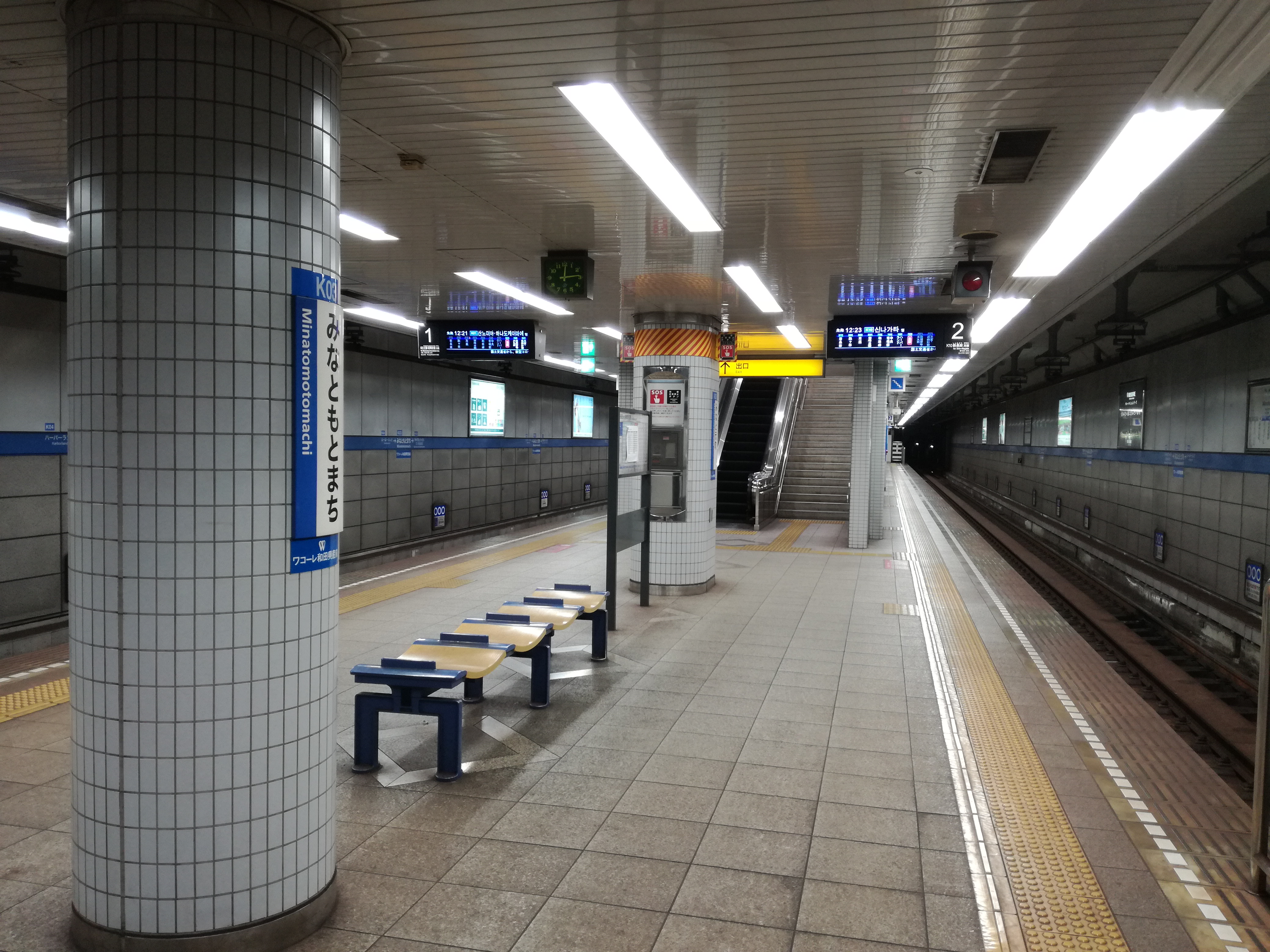
Minato Motomachi.

## Matériel roulant
La ligne Kaigan est parcourue par des rames série 5000 à 4 voitures depuis 2001. 

Série 5000
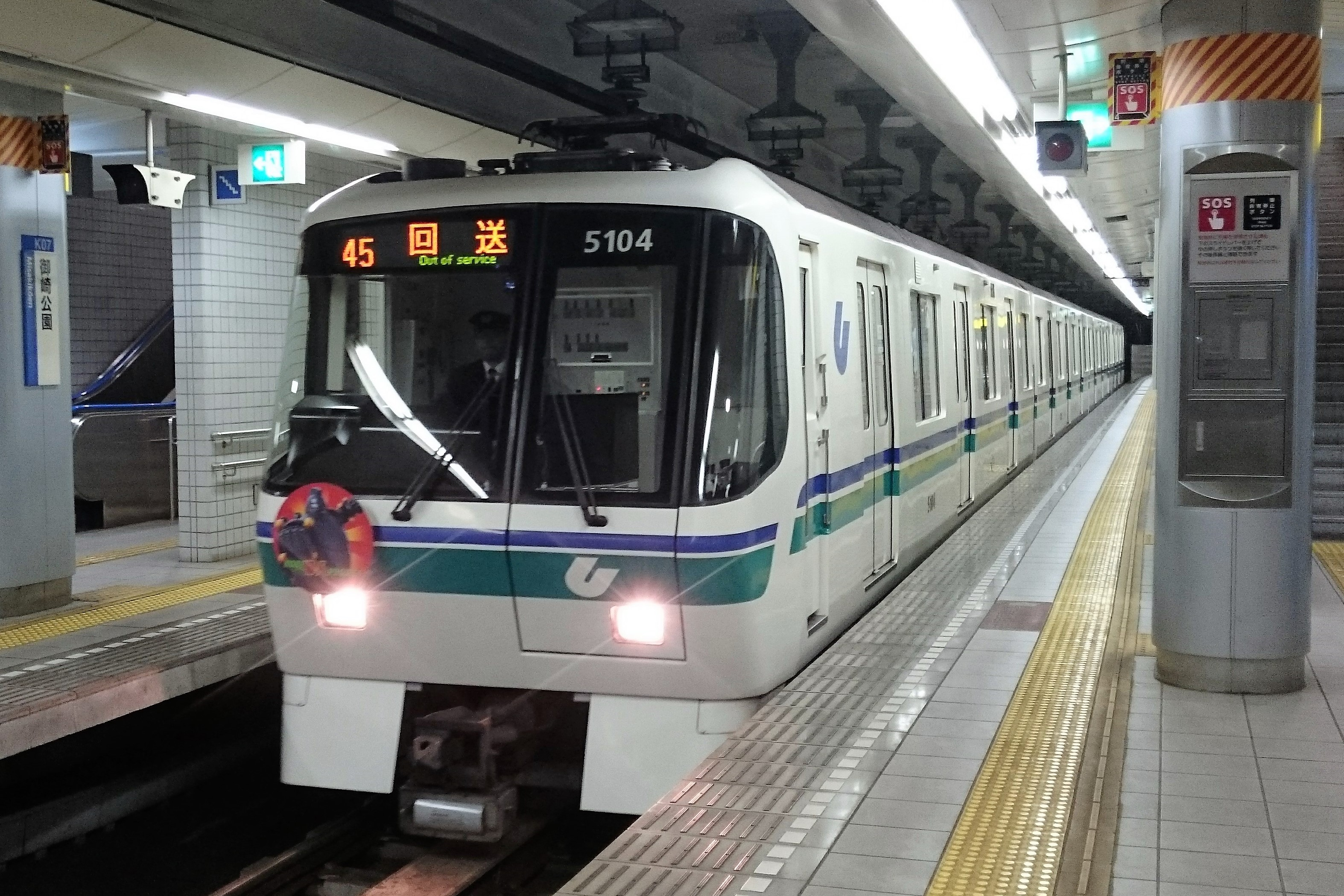
Rame.
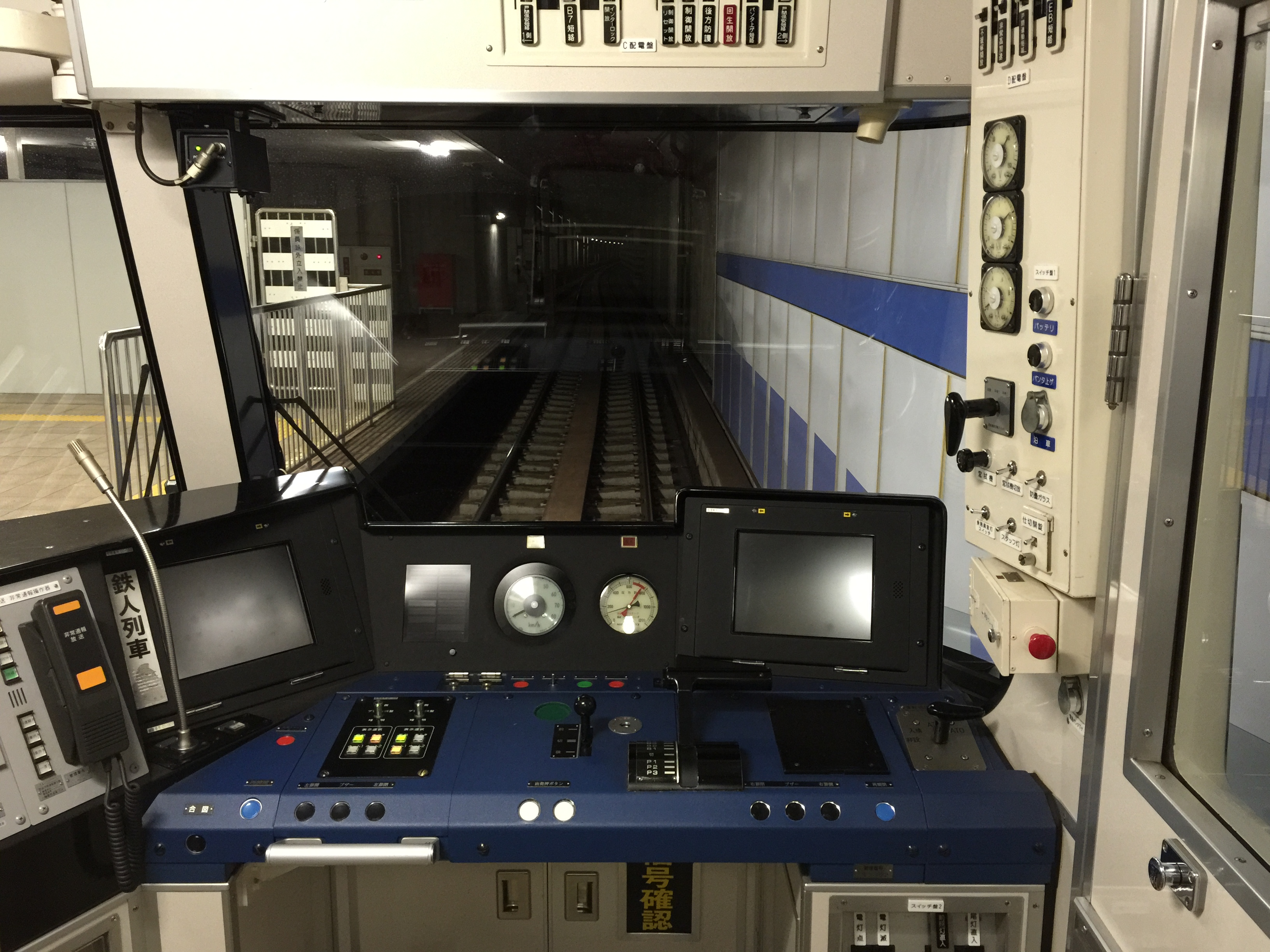
Cabine.
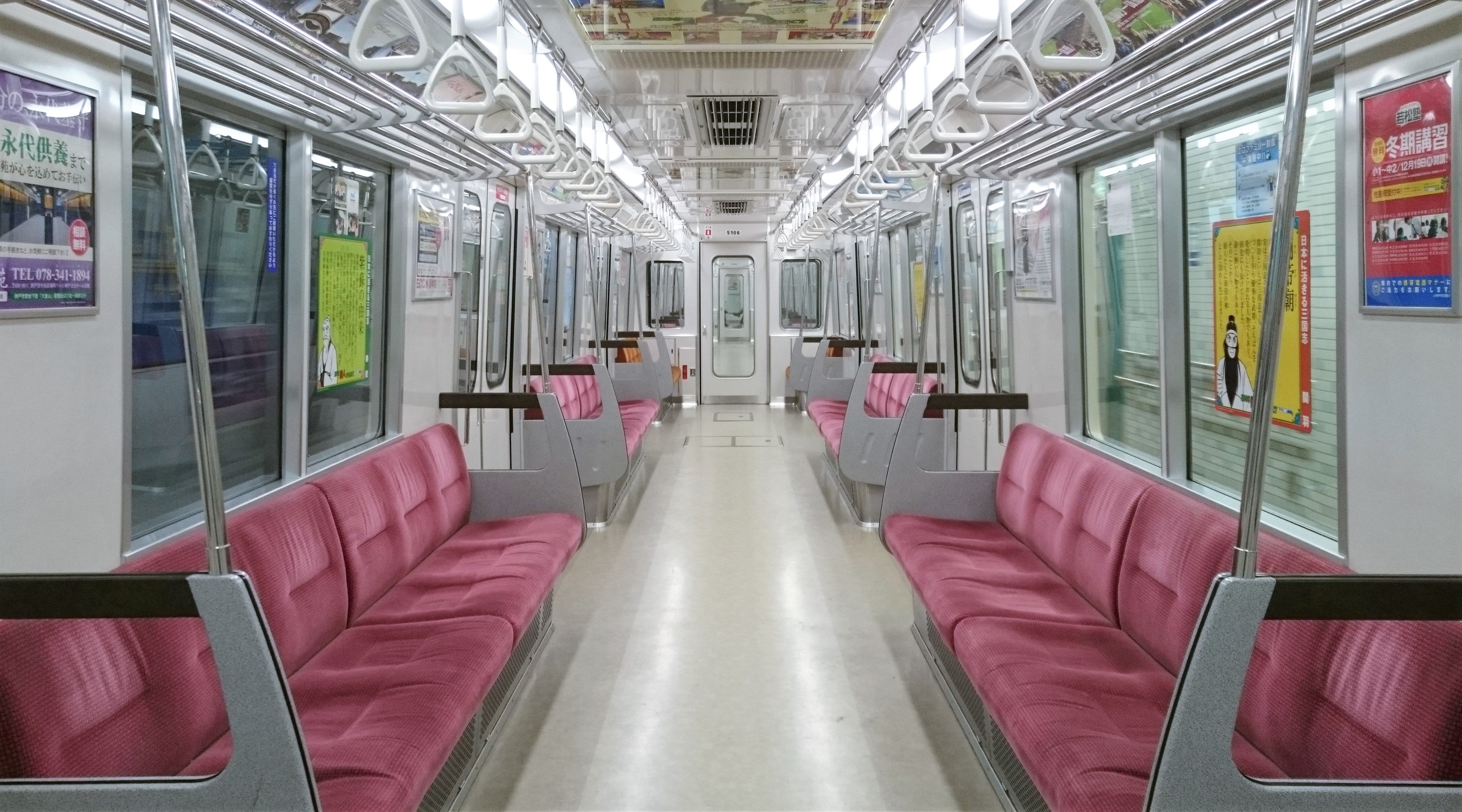
Intérieur.